# アリシア・ラガノ
アリシア・ラガノ（Alicia Lagano, 1979年3月26日  - ）は、アメリカ合衆国出身の女優である。

## 出演作品

### テレビ
- クライアント・リスト（セレーナ・ラモス）
- ザ・ケープ　漆黒のヒーロー
- CSI:科学捜査班
- BONES ボーンズ -骨は語る-
- プリズン・ブレイク ファイナル・ブレイク
- デクスター 警察官は殺人鬼
- ライ・トゥ・ミー　嘘の瞬間
- キャッスル 〜ミステリー作家は事件がお好き（ゲスト出演）
- SCORPION/スコーピオン（ゲスト出演）

### 映画
- ザ・ソード　マジック・ストーンと伝説の巨人